# 哥斯达·柏林世家
《哥斯达·柏林世家》（瑞典語：Gösta Berlings saga），是一部拍摄于1924年的瑞典电影，片长134分钟，导演莫里兹·斯蒂勒，由葛丽泰·嘉宝，拉尔斯·汉松主演，Svensk Filmindustri公司发行。

## 剧情梗概
哥斯达·柏林是一位路德会牧师，他由于不恰当的生活方式而被解雇。他招待一位有钱的女士，作为回报，这位女士支持他。在经历了各种各样的冒险之后，他遇到了一位名叫伊丽莎白·多纳的前公爵夫人，他们一起开始了新的生活。 